# Ademar de Barros
Adhemar Pereira de Barros GCIH (Piracicaba, 22 avril 1901 - Paris, 12 mars 1969) était un aviateur, médecin, homme d'affaires et homme politique brésilien influent entre les années 1930 et 1960.

## Vie
Appartenant à une famille de caféiculteurs traditionnels de São Manuel, à l'intérieur de l'État de São Paulo, il fut maire de la ville de São Paulo (1957-1961), intervenant fédéral (1938-1941) et deux fois gouverneur de São Paulo (1947-1951) et 1963-1966). Ses partisans, toujours existants, sont appelés "Ademaristes". Il s'est présenté à la présidence de la République du Brésil en 1955 et 1960, remportant la troisième place aux deux élections.
Les quartiers de São Paulo Cidade Ademar et Jardim Ademar de Barros ; la rua Governador Adhemar Pereira de Barros (dans la ville d'Itapetininga - SP); l'avenue Adhemar de Barros (dans la ville de Salvador - BA); l'école primaire municipale Prefeito Adhemar de Barros, dans le quartier de Campo Limpo ; l'Hôpital des cliniques de la faculté de médecine de l'université de São Paulo ; l'aéroport d'État Adhemar de Barros, à Presidente Prudente ; le stade Adhemar de Barros, à Araçatuba ; et l'autoroute Adhemar de Barros sont nommés en son honneur.

## Formation académique et la Révolution de 1932
Il est diplômé en médecine en 1923 de l'École nationale de médecine (appartenant actuellement à l'Université fédérale de Rio de Janeiro). Il s'est spécialisé dans l'Instituto Oswaldo Cruz. Il a étudié aux États-Unis et a fait sa résidence médicale dans plusieurs villes européennes, où il est devenu aviateur, retournant au Brésil en 1926. Polyglotte, Ademar parlait couramment l'allemand, le français, l'anglais et l'espagnol.
Le 6 avril 1927, il épouse Leonor Mendes de Barros, avec qui il aura quatre enfants : Maria Helena Pereira de Barros Saad, Ademar de Barros Filho (Ademarzinho), Maria Pereira de Barros (Mariazinha) et Antônio Pereira de Barros (déjà décédé).
Il a pratiqué jusqu'en 1932, date à laquelle il a rejoint les rangs de la Révolution constitutionnaliste de 1932, comme la plupart des jeunes de São Paulo de son époque. Avec la défaite du mouvement constitutionnaliste, il s'exile au Paraguay, où il s'engage comme médecin dans la guerre du Chaco, et en Argentine. Dans ses gouvernements, il a toujours cherché à faire bénéficier les ex-combattants de 1932 de pensions et d'hommages, ayant, en 1947, commencé la construction du Monument au soldat constitutionnaliste, à São Paulo.

## Vie publique

### Premiers pas

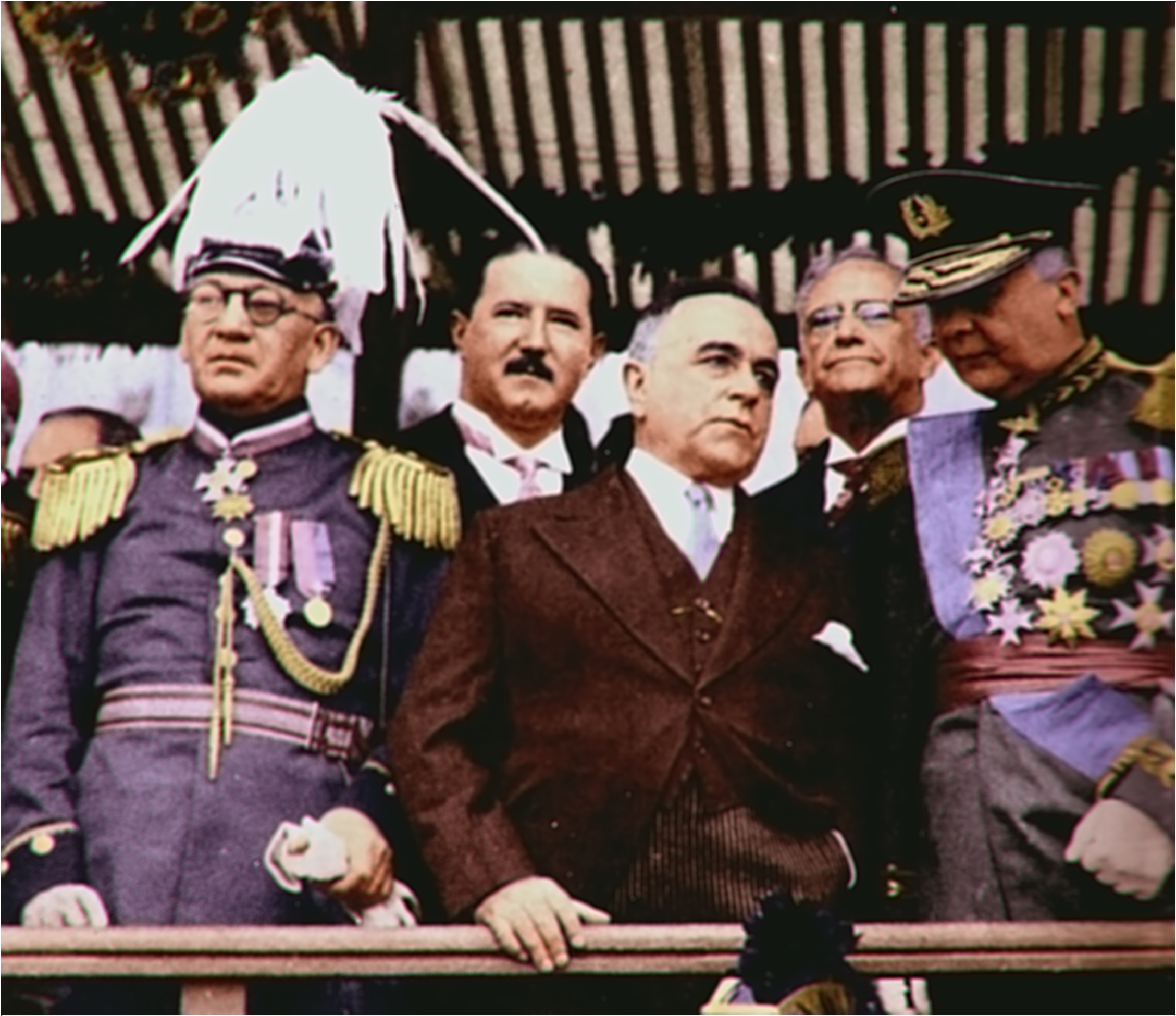
50e Anniversaire de la Proclamation de la république. Ademar apparaît derrière l'épaule droite de Getúlio Vargas.

Il a reçu une décoration posthume, en 1982, par le gouvernement de l'État de São Paulo, par décret numéro 18 732, du 23 avril 1982, par le gouverneur de l'époque Paulo Maluf, adémariste, lorsqu'il a été admis au grade de Grand-Croix, au Conseil Régulier de l'Ordre d'Ipiranga. La loi d'État numéro 2 457, de 1980, également de l'époque de Paulo Maluf, donne le nom du Dr. Adhemar Pereira de Barros à l'Hôpital des Cliniques de la Faculté de médecine de l'USP.
Il a été lancé dans la politique partisane par un oncle, qui avait été sénateur d'État dans l'Ancienne République, José Augusto Pereira de Resende, chef politique du Parti républicain paulista (PRP) dans la région de Botucatu.
En 1934, il fut élu député d'État constituant du PRP, s'opposant fermement au gouverneur Armando de Sales Oliveira, dénonçant principalement les excès de l'administration de l'Institut Butantã pendant l'administration de ce gouverneur. La nouvelle constitution de São Paulo est promulguée le 9 juillet 1935.
En tant que député d'État, il défend la culture du café, soutient le candidat José Américo de Almeida, qui se présente contre Armando de Sales Oliveira, à la présidence de la république, aux élections qui doivent avoir lieu en janvier 1938. Il a défendu les prisonniers politiques, parmi lesquels Caio Prado Júnior, et s'est opposé au gouvernement fédéral de Getúlio Vargas.
Il a été député d'État jusqu'au 10 novembre 1937, date à laquelle Getúlio a perpétré le coup d'État de l'Estado Novo et fermé toutes les chambres législatives du Brésil.

### Intervenant fédéral (1938-1941)
Pendant l'Estado Novo, il a été nommé intervenant fédéral dans l'État de São Paulo par le président Getúlio Vargas, recommandé par Benedito Valadares et Filinto Müller. Il a gouverné São Paulo, comme intervenant, du 27 avril 1938 au 4 juin 1941.

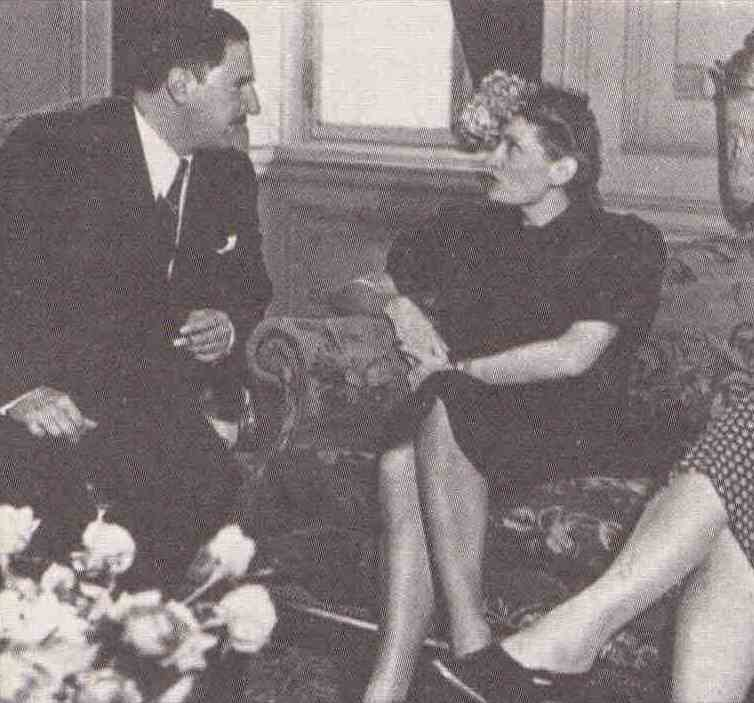
Edda Ciano Mussolini, fille du leader fasciste Benito Mussolini, est reçue par Ademar de Barros lors de sa visite à São Paulo en 1939.

Dans son premier gouvernement, il inaugura de fréquentes visites dans les petites villes de l'intérieur de l'État, jusque-là ignorées des gouverneurs. Il y avait 58 villes de l'intérieur visitées par Ademar seulement au cours des deux premières années de l'intervention, dont la visite, en 1939, à l'extrême ouest de l'État, à Andradina, le Roi du Bétail, Antônio Joaquim de Moura Andrade.
Il appartenait à Ademar, en tant qu'intervenant, de nommer tous les maires de l'État, par l'intermédiaire du "Département des municipalités" qui conseillait les mairies. Ademar a préféré nommer de jeunes techniciens aux mairies, limogeant tous les maires de l'État, dès sa prise de fonction, renouvelant ainsi le cadre politique de São Paulo et négligeant les politiciens de l'ancien PRP.
En 1939, il entreprend la construction de l'Edifício Altino Arantes, siège de la Banque de l'État de São Paulo, inauguré par Adhemar en 1949, lors de son second gouvernement. La construction du siège actuel du Département des finances de l'État de São Paulo a commencé.
Il crée et organise le 5 décembre 1938, par décret d'État 9 789, la Maison d'arrêt de São Paulo, éteignant la prison publique et la prison politique de la capitale. Ce décret prévoyait la séparation des délinquants primaires des récidivistes et la séparation des détenus selon la nature du crime. En 1940, la construction a commencé dans les locaux actuels de l'Académie de la police militaire de Barro Branco.
En 1939, les travaux commencèrent sur la Rodovia Anchieta, la première autoroute brésilienne à tunnels. Les travaux ont commencé sur la Rodovia Anhanguera en 1940. Les deux autoroutes seraient doublées lors de son premier mandat de gouverneur (1947–1951). Agrandissement de l'aéroport de Congonhas. Le redressement de la rivière Tietê a commencé. La construction de l'Hôpital des cliniques de l'Université de São Paulo et de l'hôpital et de la maternité Leonor Mendes de Barros a commencé. Il a construit un hôpital pour les personnes atteintes de pemphigus foliaceus (feu sauvage) dans le complexe Hôpital de Mandaqui, une maladie qui ne recevait aucune assistance à l'époque.
Pour donner une impulsion aux grandes autoroutes, réformé le DER, Departamento de Estradas de Rodagem (Département des autoroutes), et créé, en son sein, un secteur spécialisé dans les grandes entreprises d'autoroutes, par le décret d'État numéro 10 235, du 30 mai 1939, la « Commission spéciale pour la construction d'autoroutes de grande classe". La même année, il a également créé la Direction des sports de l'État de São Paulo, par le décret numéro 10 409, du 4 août, nommant le capitaine de l'époque Sylvio de Magalhães Padilha, un athlète olympique brésilien qui avait été le cinquième placé à les Jeux olympiques de Berlin en 1936.
Au moment de l'intervention, les écoles publiques, même rurales, recevaient des fournitures scolaires pour les enfants.
L'électrification de l'Estrada de Ferro Sorocabana a commencé et la gare Júlio Prestes de ce chemin de fer de fer a été achevée. L'extension de l'Estrada de Ferro Araraquara de Mirassol à Santa Fé do Sul a commencé, ce qui a été décisif pour le peuplement de cette région, Alta Araraquarense, dans les années 1940. Le plan d'Ademar était d'étendre Araraquarense à Cuiabá.
Il a construit le stade du Pacaembu, en partenariat avec le maire de São Paulo Prestes Maia, pour être utilisé lors de la Coupe du monde de 1942, qui n'a finalement pas eu lieu en raison de la Seconde Guerre mondiale. De plus, en partenariat avec Prestes Maia, il a créé le plan des avenues de São Paulo, inaugurant, en 1938, avec la présence de Getúlio Vargas, le tunnel de l'avenue 9 de Julho, commencé et pratiquement achevé par le prédécesseur de Prestes Maia, le maire Fábio da Silva Prado.
Construction et livraison du premier circuit automobile brésilien, Interlagos. A organisé l'Institut de sécurité sociale de l'État de São Paulo.
En 1940, il confisque le journal O Estado de S. Paulo, appartenant à la famille Mesquita et à leur mécontent politique Armando de Salles Oliveira. Le journal ne sera rendu à ses propriétaires qu'en 1945.
Il a été accusé de corruption et exonéré du poste d'intervenant fédéral par le président Getúlio Vargas, en 1941, mais a réussi à prouver son innocence à la Cour des comptes de l'État de São Paulo, en 1946, dans l'affaire 001/1946.

### 1945-1951: PSP et premier mandat de gouverneur
En 1945, les partis politiques ont été autorisés à exister à nouveau, qui avaient été abolis en 1937. Ademar rejoint l'UDN et soutient le brigadier Eduardo Gomes à la présidence de la république lors des élections du 2 décembre 1945.
Ademar, cependant, se retira rapidement de l'UDN et, en 1946, il fonda le Parti républicain progressiste (PRP), qui fusionna peu après avec le Parti populaire syndicaliste, dirigé par Miguel Reale et José Adriano Marrey Júnior, et le Parti agraire national par Mário Rolim Teles, formant le Parti social progressiste (PSP), qui est devenu le plus grand parti politique de São Paulo de 1947 à 1965, et le seul parti politique avec des annuaires dans toutes les municipalités de l'État de São Paulo.
Avec le retour d'Armando Sales de Oliveira, d'exil, en 1945, Ademar a tenté de se réconcilier avec lui, mais il n'a pas pu, en raison du refus de la famille d'Armando Sales.
Il est élu gouverneur le 19 janvier 1947, battant Hugo Borghi, Mário Tavares et Antônio de Almeida Prado. Il a gouverné São Paulo du 14 mars 1947 au 31 janvier 1951. La coalition PSP - PCB d'Ademar a obtenu 393 000 voix. Hugo Borghi, du PTN, a obtenu 340 000 voix, Mário Tavares, de la coalition PSD - PR, a obtenu 289 000 voix et Antônio de Almeida Prado, de l'UDN, a obtenu 93 000 voix. La coalition du PSP avec le PCB a provoqué des protestations parmi les membres de l'Église catholique de São Paulo.
Pendant cette période, d'importants travaux commencés pendant son temps d'interventionniste se sont poursuivis, comme la construction de la deuxième voie de la Rodovia Anhanguera et de la deuxième voie de la Rodovia Anchieta, toutes deux goudronnées et qui sont devenues les deux premières autoroutes brésiliennes à double voie. Les autoroutes Anhanguera et Anchieta ont été les premières autoroutes brésiliennes à deux voies de chaque côté. Adhemar a suivi une tradition d'anciens dirigeants de São Paulo, tels que Washington Luís, qui ont déclaré que "gouverner, c'est ouvrir des routes".
Le pavage des routes avec de l'asphalte et du béton, une innovation à l'époque, réalisée par Ademar, était mal vu et critiqué par de nombreux politiciens, qui le considéraient comme un processus très coûteux. De nombreux politiciens de l'époque ont compris que les ressources publiques seraient mieux dépensées si elles étaient utilisées dans la construction de nouveaux chemins de terre et dans l'entretien et la conservation des chemins de terre existants.
Sa devise était "São Paulo ne peut pas s'arrêter", qui sera plus tard réitérée par Paulo Maluf. Cette devise est devenue l'idéal de la plupart des politiciens de São Paulo, au point qu'en 1973, le maire de São Paulo de l'époque et ancien secrétaire aux travaux d'Ademar, José Carlos de Figueiredo Ferraz, a été disculpé par le gouverneur Laudo Natel pour avoir déclaré que São Paulo Paulo a dû arrêter de grandir.
Dans son deuxième gouvernement d'État, le maire de la capitale de São Paulo a été nommé librement par le gouverneur de l'État, ce qui a amené Ademar à contrôler également la mairie de São Paulo. En 1947, Ademar a nommé Paulo Lauro au maire de São Paulo, qui a été le premier homme noir à occuper le poste de maire de la capitale de São Paulo.
Il a créé le plan hydroélectrique de São Paulo, base de l'infrastructure énergétique actuelle de São Paulo. Ce plan a été converti en loi en 1955. Il a créé le Ceasa, Centrales d'approvisionnement de São Paulo, pour la distribution alimentaire en gros, actuellement gérée par la Companhia de Entrepostos e Armazéns Gerais de São Paulo (CEAGESP).
Après une violente grève des transports dans la capitale, la Companhia Municipal de Transportes Coletivos (CMTC), une compagnie publique d'autobus urbains, est créée en 1947.
Le Musée d'art de São Paulo (MASP) a été inauguré en 1948. La première ligne de trolleybus au Brésil a été installée en 1949 dans la capitale de São Paulo. En 1951, la Rodovia Presidente Dutra a été inaugurée, à l'époque appelée BR-2, une autoroute dupliquée uniquement sur un petit tronçon de São Paulo à Guarulhos, un travail commencé par Ademar en 1947.
De plus, c'est pendant son mandat qu'un passage à niveau a été construit dans le Vale do Anhangabaú, sous l'Avenida São João, qui a gagné le surnom populaire de "Buraco do Ademar" (Trou d'Ademar).
Investissant massivement dans les sanatoriums, Ademar transforme Campos do Jordão en un centre national de traitement de la tuberculose. La première dame Leonor Mendes de Barros a créé, en 1947, à Campos do Jordão, l'hôpital "Bandeira Paulista contra a Tuberculosis". Les sanatoriums étaient importants à cette époque car il n'existait pas encore de vaccin BCG contre la tuberculose.
En prenant le pouvoir, Ademar a trouvé des handicapés mentaux mélangés à des prisonniers dans les prisons de São Paulo et les a transférés dans des hôpitaux psychiatriques. Au début de 1947 seulement, 947 patients ont été transférés. Il a créé la FEBEM, Fondation pour le Bien-être des Mineurs, et la Campanha do Agasalho (Campagne du vêtement d'hiver) et le « Noël des enfants pauvres ».
Il a également agi directement dans le domaine social, comme lorsque, selon le témoignage de Mme Irene Silveira, de Penápolis, elle et son mari, parents d'une fille souffrant d'hydrocéphalie, ont personnellement ordonné des examens et des traitements dans les hôpitaux publics. Il a également envoyé, avec la première dame de São Paulo, Dona Leonor Mendes de Barros, des lettres, des vêtements chauds et des cadeaux pour les patients des sanatoriums qu'il a construits.
En 1947, Ademar termine la station thermale d'eaux thérapeutiques d'Ibirá, dont les travaux, commencés par des particuliers, sont paralysés. Des propriétés ont été expropriées et des projets ont été menés à bien pour la construction de la ville universitaire de l'USP. La FAU de l'USP est créée. Par la loi de l'État numéro 161 du 24 septembre 1948, il emmena l'USP à l'intérieur de São Paulo, créant, entre autres, la Faculté de médecine de Ribeirão Preto et l'École d'ingénierie de São Carlos (par l'intermédiaire du député fédéral Miguel Petrilli, dont la base électorale était São Carlos), qui a donné naissance à la Technolopole de São Carlos.
Officialisation du Palácio do Horto Florestal à São Paulo comme résidence d'été du gouverneur de l'État. Elle crée, en 1948, l'allocation familiale pour la fonction publique d'État. Il a commencé la construction de l'aéroport de Viracopos, qui s'est achevée au cours de son deuxième mandat de gouverneur.
Le 10 janvier 1948, il crée la police routière de l'État de São Paulo, par décret d'État nº 17 868, initialement composée de 60 ex-pracinhas de la Force expéditionnaire brésilienne (FEB). La police routière de São Paulo a été popularisée dans les années 1960 grâce au programme Vigilante Rodoviário de TV Tupi.
Le 14 décembre 1949, par le décret d'État numéro 19.008-A, il crée la première police environnementale en Amérique du Sud. Le 16 août 1950, par le Bulletin général no 182, il crée le commissariat de la police militaire, actuellement le bureau des affaires intérieures de la police militaire de l'État de São Paulo.
Accusé de corruption dans le chemin de fer de Sorocabana et dans les travaux routiers, par des députés d'État, parmi lesquels Caio Prado Júnior, du PCB, a fait sa défense, à l' Assemblée législative de São Paulo, son secrétaire des travaux routiers et publics, Caio Dias Baptista, le 19 janvier 1948, qu'il qualifie de diffamatoire.
En 1950, Ademar ne s'est pas présenté à la présidence. Et il a apporté son soutien, en tant que gouverneur, au candidat Getúlio Vargas, qui a été décisif pour l'élection directe de Getúlio à la présidence de la République le 3 octobre de cette année. Getúlio avait, à São Paulo, 25 % du total de ses voix. Ademar espérait qu'en retour, Getúlio le soutiendrait lors des élections présidentielles de 1955.
Une autre raison pour laquelle Ademar ne s'est pas présenté à la présidence en 1950 était qu'il devait quitter le gouvernement de São Paulo avec son vice-gouverneur et opposant politique Luís Gonzaga Novelli Júnior, gendre du président Eurico Dutra.
Ademar réussit à élire pour lui succéder, en 1950, l'ingénieur Lucas Nogueira Garcez, qui gouverna São Paulo de 1951 à 1955. Pendant son gouvernement, Lucas Garcez a rompu politiquement avec Ademar, ne le soutenant pas dans sa tentative de revenir au gouvernement de São Paulo, lors des élections de 1954, remportées par Jânio Quadros.

### Défaites successives, maire de São Paulo
En 1954, Ademar était un candidat défait pour le gouvernement de l'État de São Paulo. Jânio Quadros a été élu, avec dix-huit mille voix de plus qu'Ademar.
En 1955, il se présente à la présidence du PSP, subissant une nouvelle défaite. Le président de la république Café Filho, lui aussi issu du PSP, n'a pas soutenu Ademar. Juscelino Kubitschek a été élu président. Le slogan de la campagne d'Ademar, en 1955, était : « Le Brésil a besoin d'un manager ». Jânio Quadros a soutenu et demandé des votes pour le candidat Juarez Távora.
Accusé de corruption par l'« Affaire des Chevrolet » et l'« Affaire dos camions de la Force publique » (actuellement la Police militaire), il s'exile une deuxième fois au Paraguay et en Bolivie. Nettoyé par la Cour de justice de São Paulo, il rentre au Brésil. Le procureur de la République pour l'« Affaire des camions de la Force publique » était le juriste Hélio Bicudo.
Le 24 mars 1957, Ademar est élu maire de la ville de São Paulo, battant Francisco Prestes Maia. Il a été élu pour le mandat de 1957 à 1961, succédant au maire Vladimir de Toledo Piza.
Il a dirigé la ville de São Paulo du 8 avril 1957 au 7 avril 1961, à une époque où la ville était appelée "la ville à la croissance la plus rapide au monde".
Il a trouvé la mairie de São Paulo avec un gros déficit budgétaire et des sureffectifs. Ademar a licencié des fonctionnaires et récupéré les finances de la mairie de São Paulo. Également mis en évidence dans cette administration d'Ademar dans la ville de São Paulo :
1. Son secrétariat est composé de noms tels que Amador Aguiar, José Carlos de Figueiredo Ferraz et Goffredo da Silva Telles Júnior.
2. Le plan palliatif et l'élargissement des avenues.
3. La rénovation de la Bibliothèque municipale Mário de Andrade.
4. Construction du Balneário da Mooca, à l'époque le plus grand bain public des Amériques.
5. Visite de Fidel Castro en 1958, demandant un soutien à la Révolution cubaine.
6. L'inauguration du pont aérien Rio-São Paulo le 6 juillet 1959.
7. La construction de la gare routière de São Paulo par les entrepreneurs Carlos Caldeira Filho et Octávio Frias de Oliveira, inaugurée en 1961 et désactivée en 1981.
8. Ademar a tenté de lancer la construction d'un métro dans la capitale de São Paulo, mais a dû abandonner en raison du manque de soutien des gouvernements de l'État et fédéral.
9. La polémique qui a surgi autour de la création de la municipalité d'Osasco.

Dans un livre sur le tourisme dans la ville de São Paulo, Notícia de Turismo, de 1959, présenté par Ademar, São Paulo est présentée comme "la ville à la croissance la plus rapide du monde", "la ville de l'architecture moderne", « la ville de ponts et viaducs » et « la ville du progrès ».
En 1958, il démissionne du poste de maire et se présente à nouveau au gouvernement de l'État de São Paulo, étant battu par Carvalho Pinto, qui avait le soutien de Jânio Quadros.
En 1960, il prend un congé de la mairie de São Paulo pour se présenter à nouveau à la présidence de la république, lorsqu'il est de nouveau battu. Jânio Quadros a été élu. Qualifiant son poste de "candidature de protestation", il a remporté la troisième place avec 20 % des suffrages valables.
En 1961, après la démission de Jânio Quadros à la présidence de la république, il est l'un des rares hommes politiques à soutenir le mouvement dit « Campanha da Legalidade » en faveur de l'investiture de João Goulart à la présidence. En 1962, il se présente à nouveau au poste de gouverneur de l'État et est élu.
Le 19 juillet 1962, il est décoré de la Grand-Croix de l'Ordre de l'Infant Dom Henri de Portugal.

### 1963-1966: deuxième mandat de gouverneur
Il a été élu, en 1962, pour la deuxième fois, gouverneur de São Paulo, battant Jânio Quadros, avec vingt mille voix de différence, qui ont été obtenues dans les petites villes de l'intérieur de São Paulo, que Jânio a refusé de visiter, affirmant qu'il n'avait pas besoin de leurs votes.
Le 31 janvier 1963, il succède au gouverneur Carvalho Pinto, pour gouverner jusqu'au 31 janvier 1967, mais ne gouverne que jusqu'au 6 juin 1966.
Ademar est revenu au gouvernement en partenariat avec Prestes Maia qui était à nouveau maire de São Paulo (1961-1965). Prestes Maia avait été maire de São Paulo lorsqu'Ademar était intervenant dans l'État de São Paulo (1938-1941).
Au début du gouvernement, le 2 avril 1964, il lance « l'Alliance brésilienne pour le progrès », visant à encourager le développement économique par la planification et le financement de la science et de la technologie.
Ademar a reçu le président Charles de Gaulle en 1964 lors de sa visite au Brésil, visite suggérée par Ademar lors de sa visite à De Gaulle à Paris en 1961.
Au second mandat, il s'est concentré sur la construction de centrales hydroélectriques, de sanatoriums et d'hôpitaux, initiant les travaux et mesures administratives suivants :
- Projet basique du métro de São Paulo, création de la commission chargée du projet du métro et déblocage des ressources, le 12 février 1963, pour le démarrage des travaux du Métro. Dans son discours lors du lancement du métro de São Paulo, Ademar a déclaré qu'il n'avait pas tenu compte des conseils de ses conseillers techniques qui ne voulaient pas qu'un métro soit construit à São Paulo car ils le considéraient comme trop coûteux à construire[9].
- Construction de la plus grande usine hydroélectrique paulista : le barrage hydroélectrique d'Ilha Solteira et le barrage hydroélectrique de Jupiá, en 1965.
- Plans d'unification des compagnies hydroélectriques de São Paulo pour la création de la CESP, ce qui fut implémenté par son successeur, Laudo Natel.
- Création de la "Commission par Œuvres Speciales", responsable des grands projets routiers, qui "a présenté des études pour une nouvelle autoroute, la Rodovia dos Bandeirantes, entre São Paulo et Campinas, où elle a fusionné avec la Via Anhanguera, juste au-delà de cette dernière ville. Une autoroute reliant São Paulo à Mogi das Cruzes, (l'actuelle Rodovia Ayrton Senna), a également commencé ses études à cette période."[10].
- Rodovia do Oeste, actuelle Rodovia Castelo Branco, un ouvrage considéré, à l'époque, par ses opposants, comme étant "une autre folie d'Ademar, coûteuse et inutile", selon le témoignage de l'ingénieur en chef des travaux, entre 1963 et 1971 , Raul Renato Tucunduva Filho, qui a également rapporté que Rodovia Castelo Branco était, à l'époque, le plus grand projet routier d'Amérique latine, la première autoroute brésilienne à trois voies de chaque côté et la première autoroute brésilienne à utiliser des voies peintes réfléchissantes.
- La Faculté de Médecine de Campinas, qui donnera lieu à l'implantation d'Unicamp dans les gouvernements suivants de Laudo Natel et Abreu Sodré.
- Construction de la résidence d'hiver officielle du gouverneur, Palácio Boa Vista, à Campos do Jordão. Ce travail avait commencé lors de l'intervention d'Ademar à São Paulo (1938-1941).
- Construction de la station balnéaire d'Águas de Santa Bárbara.
- Création du Département des aéroports de l'État de São Paulo pour gérer les aéroports de l'État.
- Création des régions administratives de l'État de São Paulo.
- Début de la construction de l'Institut du Cœur de São Paulo.
- Transfert du siège du gouvernement de l'État de São Paulo du Palácio dos Campos Elísios au Palácio dos Bandeirantes.
- Création du Conseil de l'État d'éducation, en 1963.
- Création du Secrétariat d'État aux affaires économiques et à la planification, en 1964. Ademar a été l'un des pionniers de la planification gouvernementale au Brésil. En 1963, il crée le Département des Transports et l'organise en 1966.
- Il a organisé, par la loi 8092, du 28 février 1964, la division politique et administrative de l'État en municipalités et districts. La loi, avec quelques amendements, est toujours en vigueur aujourd'hui.
- Il a élaboré un plan de développement pour São Paulo appelé le "Plan de développement intégré".
- Il prépare des études sur la réforme agraire de São Paulo, accorde des financements et des titres de propriété à des squatteurs de terrains vacants.
- Créée en 1964, la Companhia de Telecomunicações do Estado de São Paulo (COTESP), pour desservir plusieurs municipalités et régions qui n'avaient pas de service téléphonique jusqu'à cette époque[11].

Bien qu'il ait soutenu l'investiture, en 1961, de João Goulart à la présidence afin que son rival Jânio Quadros ne revienne pas au pouvoir, Ademar a participé activement au complot qui a abouti au coup d'État militaire de 1964 - il a défendu un impeachment de João Goulart - menant la Marche de la Famille avec Dieu pour la Liberté, à São Paulo, le 19 mars 1964.
Cependant, cela ne l'a pas empêché, le 6 juin 1966, d'être démis de ses fonctions de gouverneur, par le président de la République Castelo Branco, et de se voir retirer ses droits politiques pour dix ans, sous l'accusation de corruption, et d'avoir tous ses droits politiques confisqués, leurs décorations.
Le prétexte pour retirer le mandat d'Ademar, qui s'était opposé au régime militaire, était l'accusation qu'Ademar avait fait trop de nominations de fonctionnaires. Le 4 juin, deux jours avant d'être mis en accusation, Adhemar a publié une note au Journal officiel de l'État de São Paulo, garantissant que les nominations étaient légales et une nécessité administrative. Il a été remplacé par le lieutenant-gouverneur Laudo Natel qui a terminé son mandat et a régné jusqu'au 31 janvier 1967.

### Dernier exil et mort
Il s'est exilé, pour la troisième fois de sa carrière politique, à Paris, la capitale française, peu de temps après la révocation de son poste de gouverneur, qui était son troisième mandat politique à être révoqué.
Ademar a été opéré en janvier 1969 d'une hernie et d'une lithiase. Le 7 mars, il a tenté de guérir au sanctuaire et à la grotte de Lourdes en France, où l'on pense que des eaux miraculeuses existent. A Lourdes, il fait une syncope. Il meurt à Paris le 12 mars 1969, âgé de 67 ans, dont la moitié consacrée à la vie publique.
Son corps a été transféré au Brésil. De l'aéroport de Viracopos, qu'il avait construit, à São Paulo, le long de la Via Anhanguera, qu'il avait également construite, il y avait un grand cortège funèbre qui atteignait dix kilomètres de long. Il a été enterré au cimetière de Consolação, dans la région centrale de São Paulo, le 16 mars, avec une large audience. L'anneau du silence pour le vétéran de la révolution de 1932 a été joué.

### Hommages
Il a reçu une décoration posthume, en 1982, par le gouvernement de l'État de São Paulo, par décret numéro 18 732, du 23 avril 1982, par le gouverneur de l'époque Paulo Maluf, adémariste, lorsqu'il a été admis au grade de Grand-Croix., au Conseil Régulier de l'Ordre d'Ipiranga. La loi d'État numéro 2 457, de 1980, également de l'époque de Paulo Maluf, donne le nom du Dr. Adhemar Pereira de Barros à l'Hôpital des Cliniques de la Faculté de médecine de l'USP.
Il a également été honoré, donnant son nom à l'autoroute SP-340 (Rodovia Governador Doutor Adhemar de Barros), qui relie Campinas à Águas da Prata, par la loi numéro 1 382, du 6 septembre 1977. En 1978, dans la capitale de São Paulo, l'école municipale de 1er degré de Jardim Ipê, est devenue le "EMPG Prefeito Adhemar de Barros". La loi de l'État numéro 4 369, du 9 novembre 1984, institue, dans l'État de São Paulo, la "Semaine du docteur Adhemar de Barros", qui sera célébrée chaque année du 22 au 28 avril.
En 2001, le centenaire de la naissance d'Ademar a été célébré et sa famille a fait don de ses archives privées aux archives de l'État de São Paulo et a lancé un site Web et un livre sur sa vie et son travail.
Un projet de loi, du sénateur Henrique de La Rocque Almeida, de 1980, visant à amnistier Ademar, lui rendant ses décorations, n'a pas prospéré, étant ajourné en 1984.

## Le style Ademar de gouvernement
Il a construit des centrales hydroélectriques et de nombreuses grandes autoroutes, poursuivant la tradition de l'ancien président de la république Washington Luís, dont Ademar était un admirateur déclaré.
Une caractéristique fondamentale d'Ademar était l'accent mis sur la planification des actions gouvernementales, dont il fut l'un des pionniers au Brésil.
Le style politique « joueur d'œuvres » et son allure caractéristique : manches de chemise retroussées et bretelles, s'opposaient au populisme conservateur et moralisateur de Jânio Quadros. Ce style de "joueur de travail" reviendrait plus tard, dans les administrations d'autres gouverneurs, comme Paulo Maluf et Orestes Quércia, qui, dans certains cas, incorporaient des parties de ce costume Ademista de jouer des œuvres, d'enrouler la chemise et de pétrir l'argile.
Ademar était capable de grands slogans, et l'une de ses phrases les plus connues était d'appeler, pour avoir grande concentration de communistes, l'actuelle Faculté de philosophie, lettres et sciences humaines de l'université de São Paulo "L'ananas laissé par le Dr Sales Oliveira".
L'un des slogans de la campagne électorale d'Ademar de Barros, qui n'était pas ouvertement assumé, était "Ademar vole, mais fait", qui, bien qu'il s'agisse d'une phrase inventée par son adversaire Paulo Duarte, s'est avéré être la devise de sa campagne électorale à la mairie de São Paulo, en 1957, se vantant en plus des nombreuses accusations de corruption, alors appelées "négotiates".
Il se relayait toujours à la mairie de São Paulo et au gouvernement de l'État de São Paulo avec Jânio Quadros, son éternel rival, dont la politique était toujours de suspendre ses travaux. Fait intéressant, Ademar et Jânio étaient tous deux des adeptes de la franc-maçonnerie, comme on peut le voir dans la liste des célèbres francs-maçons des sites brésiliens de la franc-maçonnerie. Ademar de Barros a été initié comme franc-maçon, le 12 décembre 1949, par "Loja Guatimozin 66", comme indiqué dans le procès-verbal de ce magasin. Lors de sa campagne présidentielle de 1960, l'archevêque de Porto Alegre, D. Alfredo Vicente Scherer, a fait campagne contre Ademar, demandant aux catholiques de ne pas voter pour Ademar parce qu'il était franc-maçon.
La rivalité entre "Ademarisme" et "Janisme" a marqué une époque à São Paulo dans les années 1950 et 1960. Cette rivalité et les rassemblements (meetings) à l'intérieur de São Paulo sont entrés dans le folklore politique de l'État de São Paulo et du Brésil, et sont devenus des événements inoubliables pour les habitants de São Paulo à cette époque.

## L'affaire du coffre-fort d'Ademar
Même après sa mort, Ademar est la cible de scandales : le 18 juin 1969, des membres de la guérilla VAR-Palmares dévalisent, dans la ville de Rio de Janeiro, un prétendu coffre-fort d'Ademar, situé dans la maison de son ancien secrétaire. Anna Gimel Benchimol Capriglione, qui aurait été, selon certaines versions, sa maîtresse. L'épisode est devenu connu sous le nom de "affaire du coffre-fort d'Ademar". La valeur soustraite, qui, selon d'anciens membres de VAR-Palmares, a déclaré à IstoÉ Magazine, était de 2,596 millions de dollars, équivalent en 2010, corrigé de l'inflation du dollar américain, à 15,4 millions de dollars. Anna Gimel, cependant, a déclaré à la police de Rio de Janeiro qu'il n'y avait que des documents dans le coffre-fort. Dans un câble diplomatique divulgué des États-Unis, l'ancien ambassadeur John Danilovich affirme que Dilma Rousseff a planifié le vol,. L'un des fils d'Ademar, alors député fédéral Ademar de Barros Filho, a déclaré au magazine Veja en 1970 qu'Ademar connaissait des difficultés financières, qu'il n'y avait pas d'argent dans le coffre-fort et que c'était lui, Ademar Filho, qui avait payé les dépenses. des restes d'Ademar de Paris à São Paulo.

## Homme d'affaires
Il était propriétaire de la chocolaterie Lacta, en plus d'avoir des intérêts dans le domaine immobilier, en particulier Imobiliária Aricanduva. Il était responsable du lotissement, dans la capitale de São Paulo, qui est devenu Jardim Leonor, du nom de sa femme.
Il a aidé à développer une partie du quartier Morumbi de São Paulo dans les années 1960, lorsque le gouvernement de l'État a acheté le Palácio dos Bandeirantes et que son vice-gouverneur Laudo Natel, alors président du São Paulo Futebol Clube, a construit le stade de Morumbi. Dans les années 1940, la construction du stade du Pacaembu par Ademar avait également donné naissance au quartier homonyme.
Il a été associé de la société "Diffusion Cinematográfica Bandeirantes" et de Rádio Bandeirantes, qui donneront plus tard naissance au Rede Bandeirantes de radio et de télévision, aujourd'hui présidé par son petit-fils, Johnny Saad, et situé dans le quartier de Morumbi de la capitale de São Paulo.
Il a été président de Fábricas Redenção et Nossa Senhora Mãe dos Homens, propriétaire de fermes à l'intérieur de l'État de São Paulo, de la Fábrica de Produtos Químicos Vale do Paraíba, de la Sociedade Extrativa de Taubaté, avec des plantations de cacao pour Lacta, et de la Sociedade Extrativa Limitada de Itapeva.

### Lacta
La société Lacta, un fabricant brésilien de chocolat, connu pour ses marques et ses produits à succès, était possédé par Ademar de Barros.
Après sa mort, la direction de l'entreprise passa à son fils, également homme politique Ademar de Barros Filho. En 1996, après des querelles familiales, l'entreprise a été vendue à Kraft Foods.

### Rádio Bandeirantes
Ademar de Barros était le deuxième propriétaire de Rádio Bandeirantes, à São Paulo. La radio a été fondée par Paulo Machado de Carvalho, et a ensuite été achetée par Ademar. Plus tard, Ademar vendra sa radio à son gendre, João Saad.

## Héritiers politiques
Les politologues ne peuvent établir clairement une sorte d'héritier politique de l'adémisme. Le style de gouvernement de Paulo Maluf a peut-être été influencé à certains égards par le style d'Ademar, mais ils n'étaient pas des alliés politiques. La carrière politique de Maluf a commencé avec sa nomination à la mairie de São Paulo, précisément le jour de la mort d'Ademar : le 12 mars 1969.
L'adémarisme a continué d'être une force majeure dans la politique de São Paulo, même après l'extinction du PSP, et en 1972, 60 % des maires élus cette année-là dans l'État de São Paulo étaient du PSP.
Ademar de Barros Filho (1929-2014), dit « Ademarzinho », a suivi une carrière politique et a été élu plusieurs fois député fédéral entre 1966 et 1994, et a également été secrétaire d'État à São Paulo dans les années 1990. 1970. Les enfants d'Ademar Filho l'ont empêché d'emprunter de l'argent pour des campagnes politiques.

## Distinctions
- Grand-croix de l'ordre de l'Infant Dom Henri